# Jak je důležité míti Filipa
Jak je důležité míti Filipa (v originále The Importance of Being Earnest) s podtitulem lehkovážná komedie pro vážné lidi je divadelní hra anglického spisovatele irského původu Oscara Wildea z roku 1895. Konverzační komedie o třech dějstvích se satirickými prvky. Dílo charakterizují mistrné dialogy plné ironie, sarkasmu, paradoxů a aforismů.

## Postavy
- John (Jack) Worthing – miluje Gvendolínu, jako malého ho zanechali na nádraží v příruční brašně; později zjistí, že se jmenuje Filip (v originále Ernest) a je Algernonův starší bratr.
- Algernon Moncrieff – vtipný, důmyslný, miluje Cecílii, již držel její poručník Jack v tajnosti na venkově.
- Gvendolína Fairfaxová – dcera Lady Bracknellové, bystrá a namyšlená, miluje Filipa (Jacka).
- Cecílie Cardewová – fascinovaná zkaženými lidmi; miluje Algernona, ale vysnila si, že bude milovat muže jménem Filip.
- Lady Bracknellová – povrchní dáma; záleží jí na společenském postavení, pečlivě vybírá budoucího manžela své jediné dcery Gvendolíny.
- slečna Prismová – vychovatelka Cecílie; odsuzuje požitkářský život, je ji sympatický doktor Chasuble.
- ThDr. Chasuble – reverend; líbí se mu slečna Prismová, ale církev je proti manželství.

## Děj
Hlavními hrdiny jsou Jack Worthing a Algernon Moncrieff. Jack Worthing se zamiluje do Gvendolíny Fairfaxové, která je Algernonovou sestřenicí. Jack v Londýně vystupuje pod pseudonymem Filip, tak ho zná i Gvendolína, s níž se touží zasnoubit. Gvendolína je z jeho jména nadšena a se sňatkem souhlasí. Gvendolínina matka, Lady Bracknellová, si Jacka pozve na snubní rozhovor, znepokojuje ji Jackův nejasný původ. Je totiž nalezencem, byl nalezen v cestovní tašce na nádraží Viktoria. Podle ní musí nalézt alespoň jednoho rodiče.
Jack se vrací na své venkovské sídlo, odtamtud se ale odebírá se záminkou, že se musí jít do města postarat o svého mladšího bratra Filipa. Samozřejmě však nikdo takový neexistuje. Posléze na venkov přijíždí i Algernon a vydává se za Filipa a tedy i Jackova bratra. Jack je naprosto šokován kamarádovou vychytralostí. Snaží se ho odtamtud dostat pryč. Ten se ale seznámí a zamiluje do Jackovy schovanky, Cecilie Cardewové, představí se jako Filip a zasnoubí se s ní. Chvíli nato přijíždí Gvendolína, Jackova snoubenka, setká se s Cecilií, oba muži o Gvendolíně nemají ani ponětí.
Slečny se seznámí a pochlubí se svým zasnoubením. Obě jsou zasnoubeny právě s Filipem. Přichází Jack s Algernonem a snaží se situaci se snoubenkami vyřešit, nakonec oba souhlasí, že si změní jména právě na jméno Filip. Náhle ale přijíždí Lady Bracknellová navštívit svou dceru a potkává se se slečnou Prismovou, vychovatelkou slečny Cecílie.
Slečna Prismová je bývalá chůva sestry Lady Bracknellové, jež před několika lety zmizela i s malým dítětem. Slečna Prismová se přiznává k tomu, že omylem zaměnila svůj román za svěřené dítě, které omylem vložila do cestovní brašny. Jack tedy přináší ze skříně cestovní brašnu, ve které byl objeven, a je to tatáž brašna. Jack je tedy ve skutečnosti bratr Algernona. Příběh končí společným dvojitým zasnoubením: Jacka a Gvendolíny a Algernona a Cecílie.

## České divadelní verze

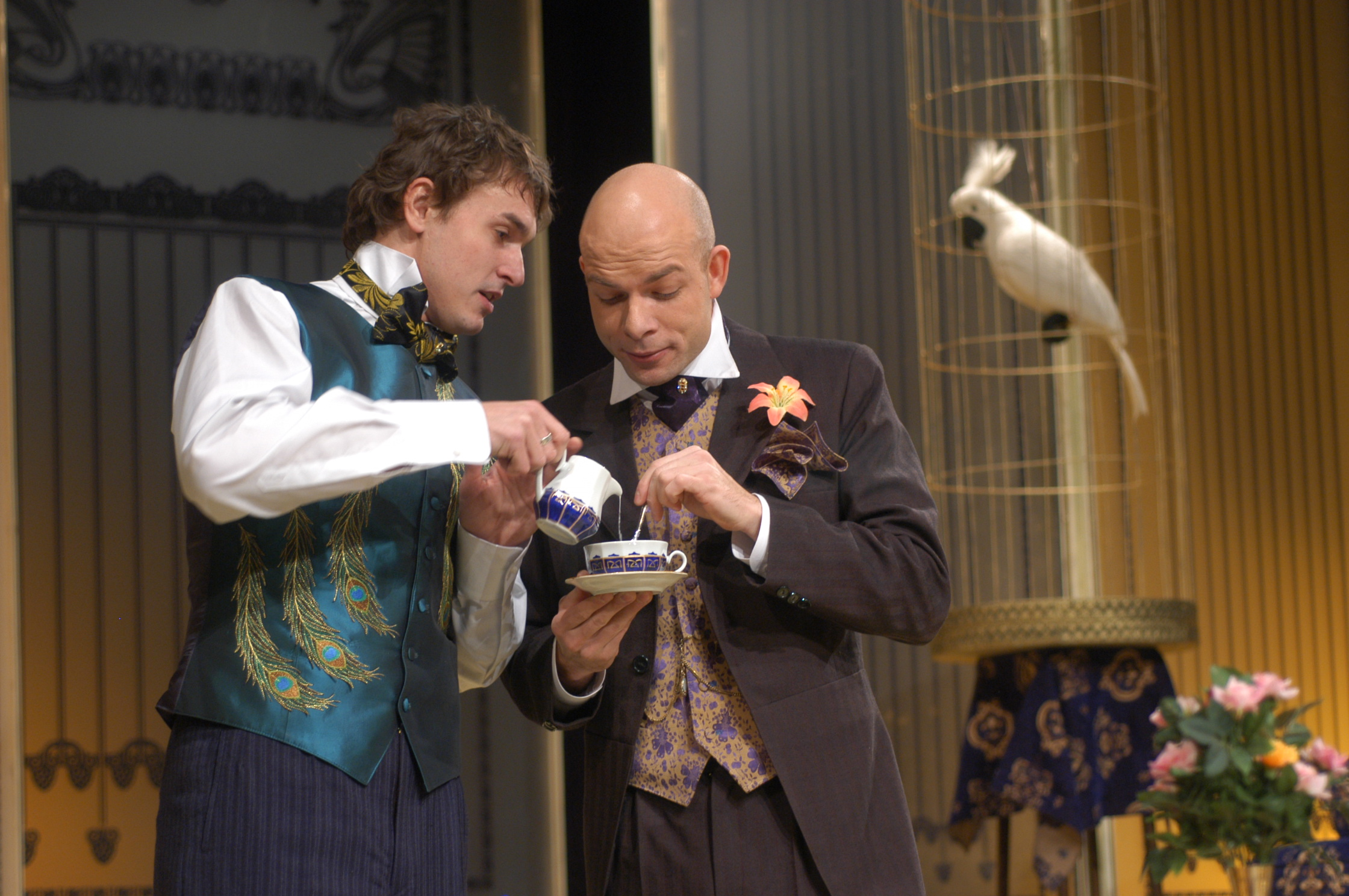
Provedení Městského divadla Brno: Viktor Skála (vpravo) a Petr Štěpán

V České republice mají nebo měla tuto hru v repertoáru divadla:
- Městská divadla pražská
- Divadlo Máj Praha
- Městské divadlo Brno
- Národní divadlo Brno
- Slovácké divadlo
- Národní divadlo moravskoslezské
- Moravské divadlo Olomouc
- Divadlo Bez Hranic Praha – zhudebněná verze, s hudbou Jakuba Pospíšila
- Městské divadlo Mladá Boleslav
- Těšínské divadlo
- Divadlo pod Palmovkou
- Slezské divadlo Opava
- Olomoucké divadlo Nabalkoně

## Český překlad
Wildeovu hru The Importance of Being Earnest (v doslovném překladu „jak je důležité být vážný (nebo též upřímný)“, ale současně „jak je důležité být E[a]rnest“) přeložil pod názvem Jak je důležité míti Filipa do češtiny poprvé Jiří Zdeněk Novák (1912–2001). Do té doby se název hry překládal např. Na čem záleží nebo Můj přítel Bunbury. Nově se uvádí také v dalších překladech, které jsou vzhledem k ochraně autorských práv uváděny pod jinými názvy, např. Není Filip jako Filip nebo Jak důležité je ho mít…

## Filmové adaptace
- Jak je důležité míti Filipa (The Importance of Being Earnest) – britská komedie režisérky Anthony Asquith z roku 1952. V hlavních rolích: Michael Redgrave, Edith Evans, Margaret Rutherfordová.
- Jak je důležité míti Filipa – česká televizní komedie režiséra Jiřího Bělky z roku 1979. V hlavních rolích: Josef Abrhám, Jaromír Hanzlík, Naďa Konvalinková, Libuše Šafránková, Stella Zázvorková.
- Jak je důležité míti Filipa – česká televizní komedie z roku 1989.
- Jak je důležité míti Filipa (The Importance of Being Earnest) – britská romantická komedie režiséra Olivera Packera z roku 2002. V hlavních rolích: Rupert Everett, Colin Firth, Frances O'Connor, Reese Witherspoonová.